# Didier Dhennin
Didier Dhennin (Dijon, 5 de noviembre de 1961) es un jinete francés que compitió en la modalidad de concurso completo.
Ganó una medalla de plata en el Campeonato Europeo de Concurso Completo de 2007, en la prueba por equipos. Participó en los Juegos Olímpicos de Pekín 2008, ocupando el sexto lugar en la prueba individual.

## Palmarés internacional
| Campeonato Europeo | Campeonato Europeo          | Campeonato Europeo | Campeonato Europeo |
| Año                | Lugar                       | Medalla            | Categoría          |
| ------------------ | --------------------------- | ------------------ | ------------------ |
| 2007               | Pratoni del Vivaro (Italia) | Medalla de plata   | Por equipos        |